# Maison de Periša Damljanović à Dražiniće
La maison de Periša Damljanović à Dražiniće (en serbe cyrillique : Кућа Перише Дамљановића у Дражинићима ; en serbe latin : Kuća Periše Damljanovića u Dražinićima) se trouve à Dražiniće, sur le territoire de la ville de Kraljevo et dans le district de Raška, en Serbie. Elle est inscrite sur la liste des monuments culturels protégés de la république de Serbie (identifiant no SK 907),.

## Présentation
La maison, à l'origine de dimension plus modeste, a été construite entre 1920 et 1930 ; elle s'élève sur un sous-sol en pierres et possède des murs en rondins ; le toit est recouvert de bardeaux. L'intérieur est divisé en deux parties la « maison » proprement dite (en serbe : kuća) avec un foyer ouvert et une autre pièce. Dans le même domaine, à proximité, se trouve également une cabane en rondins en deux parties, sans doute construite au XIXe siècle, dont le toit est recouvert de chaume. Le bâtiment revêt une valeur ethnographique en tant que témoin du mode vie des grandes coopératives familiales de l'époque.
Pendant la Seconde Guerre mondiale, au début de 1943, la maison de Periša Damljanović a abrité une imprimerie illégale des Partisans ; l'installation était notamment équipée d'une radio et d'une machine à écrire et des brochures et des dépliants dactylographiés y ont été rédigés. Après presque un an d'activité, fin 1943, l'imprimerie a été déplacée.